# Jocon
Jocon (en francès Joucou) és un municipi francès situat al departament de l'Aude i a la regió d'Occitània.